# John Ross (Freestyle-Skier)
John „Jack“ D. Ross (* 19. Februar 1961 in Arnprior, Ontario) ist ein ehemaliger kanadischer Freestyle-Skier und Trampolinturner. Als Skisportler war er auf die Disziplin Aerials (Springen) spezialisiert und gewann bei den Weltmeisterschaften 1991 die Silbermedaille. Im Weltcup gewann er ein Springen. Nach seiner Laufbahn als Wettkampfsportler wirkt er als Stuntman an Hollywood-Produktionen mit.

## Biografie

### Sportliche Laufbahn
John Ross begann seine Karriere im Leistungssport als Trampolinturner. Größter Erfolg des vierfachen kanadischen Meisters war der Gewinn der Bronzemedaille im Einzel bei den Weltmeisterschaften 1982 in Bozeman.
Nachdem er die Sportart gewechselt hatte, gab Ross im Dezember 1986 im Alter von 25 Jahren sein Debüt im Freestyle-Skiing-Weltcup. Von Januar bis März 1988 gelangen ihm seine ersten vier Platzierungen unter den besten zehn, darunter ein fünfter Rang. Neun Monate danach belegte er als Zweiter in La Plagne seinen ersten Podestplatz und feierte bereits im nächsten Springen am Mont Gabriel den ersten und einzigen Weltcupsieg seiner Laufbahn. Bei den Weltmeisterschaften am Oberjoch wurde er Zwölfter. 1989/90 hatte Ross seine stärkste Weltcup-Saison. In acht Springen war er nie schlechter klassiert als Achter und schaffte einen zweiten und zwei dritte Ränge. Damit erreichte er als Vierter der Aerials-Disziplinenwertung ein Karrierehoch. Sein größter Erfolg als Skisportler gelang ihm ein Jahr später im Rahmen der Weltmeisterschaften von Lake Placid, wo er hinter Landsmann Philippe Laroche die Silbermedaille gewann. Für Olympische Winterspiele konnte sich Ross aufgrund der starken teaminternen Konkurrenz nie qualifizieren. In den letzten beiden Wintern seiner Karriere schaffte er noch fünf Top-10-Plätze, ehe er Ende Februar 1993 seinen letzten Weltcup bestritt.

### Weitere Karriere
Im Anschluss an seine sportliche Laufbahn strebte John Ross eine Karriere als Schauspieler und Stuntman an. Er nahm Schauspielunterricht an der Neighborhood Playhouse School of the Theatre in New York City und danach bei Warren Robertson in Montreal. Außerdem studierte er am Algonquin College of Applied Arts and Technology in seinem Heimatort Nepean. Nach ersten Statistenrollen in Fernsehserien, darunter eine Episode von Reich und Schön, erhielt er 1997 sein erstes Engagement als Stuntman in der Direct-to-Video-Action-Komödie Snowboard Academy. Danach wirkte er als Schauspieler, Stuntman, Double und Stunt-Koordinator an zahlreichen Filmproduktionen mit. Zu seinen erfolgreichsten Spielfilmen zählen die Blockbuster Fluch der Karibik, Man of Steel, Black Panther und dessen Fortsetzung Black Panther: Wakanda Forever.
2010 schrieb und drehte Ross den 10-minütigen Action-Kurzfilm The Key und wurde dafür im Rahmen des Topanga Filmfestivals mit dem Publikumspreis ausgezeichnet. Bis Januar 2013 war er als Aerial Rigger beim Cirque du Soleil am Dolby Theatre beschäftigt, 2014 zwei Monate lang als Stunt Rigger für die Live-Show Marvel Universe Live! verantwortlich.

## Erfolge

### Weltmeisterschaften
- Oberjoch 1989: 12. Aerials
- Lake Placid 1991: 2. Aerials

### Weltcupwertungen
| Saison  | Gesamt | Gesamt | Aerials | Aerials |
| Saison  | Platz  | Punkte | Platz   | Punkte  |
| ------- | ------ | ------ | ------- | ------- |
| 1986/87 | 74.    | 4      | 24.     | 26      |
| 1987/88 | 50.    | 12     | 17.     | 87      |
| 1988/89 | 45.    | 14     | 16.     | 81      |
| 1989/90 | 16.    | 22     | 4.      | 135     |
| 1990/91 | 48.    | 13     | 15.     | 113     |
| 1991/92 | 62.    | 8      | 18.     | 64      |
| 1992/93 | 34.    | 59     | 12.     | 352     |

### Weltcupsiege
Ross errang im Weltcup 5 Podestplätze, davon 1 Sieg:
| Datum          | Ort          | Land   | Disziplin |
| -------------- | ------------ | ------ | --------- |
| 8. Januar 1989 | Mont Gabriel | Kanada | Aerials   |

### Weitere Erfolge
- Bronze bei den Trampolin-Weltmeisterschaften 1982
- 4 kanadische Meistertitel im Trampolinturnen[1]

## Filmografie (Auswahl)
- 1998: Die rote Violine (The Red Violin)
- 1999: Angel – Jäger der Finsternis (Fernsehserie)
- 2001: Planet der Affen (Planet of the Apes)
- 2002–2005: 24 (Fernsehserie, 2 Episoden)
- 2003: Fluch der Karibik (Pirates of the Caribbean)
- 2008: Death Race
- 2008: Max Payne
- 2008: Punisher: War Zone
- 2010: Repo Men
- 2013: Man of Steel
- 2013–2014: Scandal (Fernsehserie, 15 Episoden)
- 2014: Dracula Untold
- 2015: Fast & Furious 7 (Furious 7)
- 2015: Die Tribute von Panem – Mockingjay Teil 2 (The Hunter Games: Mockingjay – Part 2)
- 2017: Baby Driver
- 2016–2017: MacGyver (Fernsehserie, 5 Episoden)
- 2017–2018: Ozark (Fernsehserie, 2 Episoden)
- 2018: Black Panther
- 2018: Black Lightning (Fernsehserie, 2 Episoden)
- 2019: The Art of Self-Defense
- 2022: Black Panther: Wakanda Forever